# 伊馬特湖
61°51′28″N 33°4′0″E / 61.85778°N 33.06667°E
伊馬特湖（俄语：Иматозеро），是俄羅斯的湖泊，位於該國西北部，由卡累利阿共和國負責管轄，面積2.85平方公里，海拔高度114.2米，平均水深3.6米，最大水深6.3米。